# Пареде
Пареде (порт. Parede) — португальский населённый пункт. Составная часть объединённой фрегезии Каркавелуш-Пареде, входит в муниципалитет Кашкайш. Находится в составе крупной городской агломерации Большой Лиссабон, которая входит в Лиссабонский регион.
По старому административному делению входил в провинцию Эштремадура.
В 1999 году деревня Пареде получила статус города. Пареде входит в судебный округ Кашкайш, епархию и военный округ Лиссабона. Население составляло 21 660 человек на 2011 год. Занимал площадь 3,56 км².
В 2013 году объединен с Каркавелушем во фрегезию Каркавелуш-Пареде.
Пареде известен своими заповедными пляжами, которые благодаря солнечному излучению и обилию йода обладают лечебными свойствами. Эти качества впоследствии нашли отражение в облике самого города, богатого образцами летней архитектуры XIX и XX веков.